# Radio Bruxelles
Ne doit pas être confondu avec Radio Bruxelles Internationale.
Radio Bruxelles, appelée en néerlandais Zender Brussel était une radio collaborationniste belge qui émettait depuis les locaux de l'INR à Bruxelles durant la Seconde Guerre mondiale. Radio Bruxelles était placée sous l'égide de la militarverwaltung et délivrait des messages propagandistes nazis.

## Historique
Le 10 mai 1940, la Belgique, neutre jusque-là, est envahie par les troupes allemandes. À l'issue de la campagne des 18 jours, l'armée belge dépose les armes. Le pays est occupé. Le gouvernement belge s'exile en France puis à Londres.
« Dix jours à peine après avoir envahi la Belgique, les Allemands ont saisi le micro de l’Institut National de Radiodiffusion (INR), abandonné par l’ancienne direction. Rapidement, aidés par un personnel francophone et néerlandophone, souvent fonctionnaires à l’INR avant la guerre, ils relancent une programmation attractive ».
L'INR, refusant de tomber aux mains de l'ennemi détruit ses émetteurs et licencie son personnel. Une partie des employés suivent le gouvernement belge en exil, en France, puis à Londres tandis que d'autres à l'instar de Stan Brenders et de son orchestre restent sur place.
Le 28 mai 1940, les Allemands prennent possession de l'INR, Place Flagey et commencent les émissions au moyen d'un émetteur mobile. Le 31 juillet 1940, un arrêté de la militarverwaltung scelle l'acte officiel de naissance de Radio Bruxelles en langue française et de Zender Brussel en néerlandais.

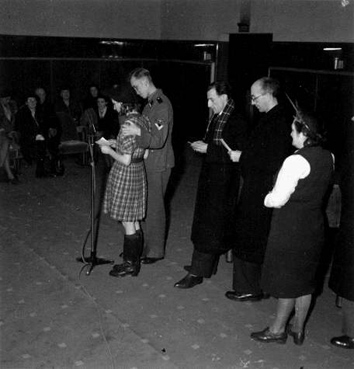
Enregistrement par Radio Bruxelles de messages familiaux pour les volontaires du front de l'Est (1940-1945)

489 civils belges - dont de nombreux ex-employés de l'INR - prendront part à la mise en ondes de la propagande nazie. À l'antenne, les Allemands se font discrets, voire totalement absents, et confient à des Belges embochés le soin de délivrer des messages pro-nazis sur un ton qui se veut neutre. Un organe allemand, la Deutsche Europa Sender distille par leur entremise des messages tout à la gloire de l'idéologie nazie. Au fil des ans son discours évoluera au gré de l'évolution de la guerre. Les premières attaques cibleront naturellement les Anglais. 
Le 22 juin 1941, tandis que les Allemands s'ouvrent sur un second front à l'Est, reniant le pacte de non agression germano-soviétique, les discours, muets jusqu'alors, s'enflamment contre le bolchevisme. En décembre 1941, à l'issue de Pearl Harbor, ce sont désormais les Américains qui sont la cible prioritaire des propagandistes belges soumis au joug allemand. 
Au cours de l'année 1942, tandis que les Allemands essuient leurs premiers revers (qui sont tus à l'antenne), la mainmise nazie se fera plus prégnante encore sur Radio Bruxelles. Plusieurs dirigeants démissionnent, dénonçant ce fait. Le ton durcit. 1943 des émissions comme La voix du Reich, la brigade SS Wallonie vous parle, les cinq minutes de la BBC, bobards et canards (tentant de discréditer Radio Belgique) voient le jour. Le loup sort de sa tanière. Les défaites sont occultées, les méfaits alliés sont mis en scène de façon démesurée. Les six bulletins d'informations sont dilués parmi une multitude de programmes culturels ou divertissants. Des actions humanitaires en partenariat avec la croix rouge allemande permettent à des civils de rechercher des disparus. À mesure que les défaites allemandes sont de plus en plus criantes, radio Bruxelles perd en crédibilité. Elle cesse d'émettre le 3 septembre 1944, à l'arrivée des Alliés en Belgique.

## Propagande[3]
« Les auditeurs prennent le ‘post’ par curiosité, besoin d’évasion, soif d’informations; non sans écœurement quand, passé 1942, la propagande gangrène bruyamment l’antenne sous la baguette d’un personnel de plus en plus rallié aux partis collaborationnistes ».

### Cibles
Radio Bruxelles, dans la diffusion de ses programmes, avait pour cible deux grands groupes de personnes :
- Les Alliés : Angleterre, Union soviétique, États-Unis et le Gouvernement belge.
- Les minorités : les Juifs, les Noirs et les Francs-maçons.

### Stratégies

#### La valorisation du camp ami
- Exhibition de la force et des victoires du Reich ;

- Présentation ostentatoire des qualités de l'occupant ;
- Démonstration logique des succès du Reich ;
- Références récurrentes à l'efficacité du régime d'occupation ;
- Insistance sur la "juste" cause.

#### Enlaidissement du camp ennemi
- Démonstration de la faiblesse militaire des Alliés
- Énumération des vices des Alliés ;
- Dénonciation des violences alliées ;
- Exhibition des lacunes des Alliés ;
- Exploitation des aveux alliés ;
- Insistance sur la désunion interne au camp allié ;
- Dénonciation de la propagande alliée ;
- Déconsidération par le rire ;
- Effet Boomerang ( « récolter ce que l'on sème »).

## Les dirigeants
- Gabriel Figeys: Chef des émissions françaises, démissionne en 1942.
- Louis Carette également connu sous le nom de Félicien Marceau: Chef du service actualité, démissionne en 1942.
- Marc Carghèse de son vrai nom William Dubois: remplacera Louis Carette à la tête du service actualité.
- Henri de Thier: Directeur du service littéraire et dramatique, démissionne en 1942.
- Serge Doring: rexiste, il remplacera, Gabriel Figeys.
- Jean Denis: rexiste
- José Streel: rexiste

## Jugement
En 1945, le conseil de guerre de Bruxelles jugera 46 collaborateurs ayant travaillé pour Radio Bruxelles. Plusieurs d'entre eux ont fui la Belgique, dont Serge Doring et Louis Carette. Marc Carghèse avance des soucis de santé. Les 46 collaborateurs sont accusés d'avoir « participé à la propagande nazie dirigée contre la résistance à l'ennemi ». Gabriel Figeys sera déchu de ses droits civils et militaires et sera condamné à la perpétuité. Louis Carette s'en sortira avec 15 années de travaux forcés, Serge Doring et Marc Carghèse seront condamnés par contumace à la peine capitale.

## Fonds d'archives
Un important fonds d'archives couvrant les quatre années d'émission de Radio Bruxelles est conservé au CEGES.